# Refugi de Son Amer

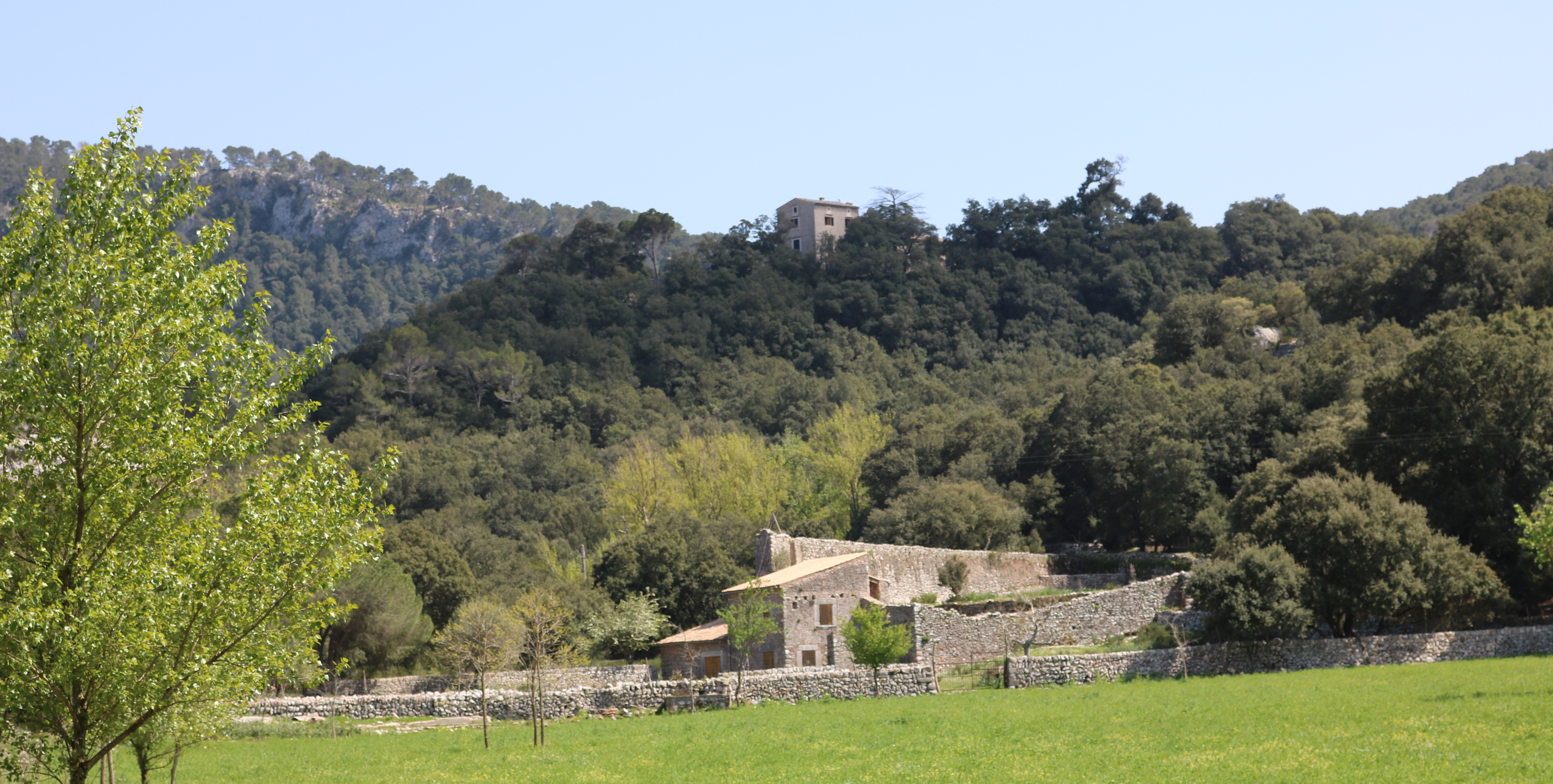
Die Berghütte Son Amer steht auf einem bewaldeten Hügel über einer Wassermühle

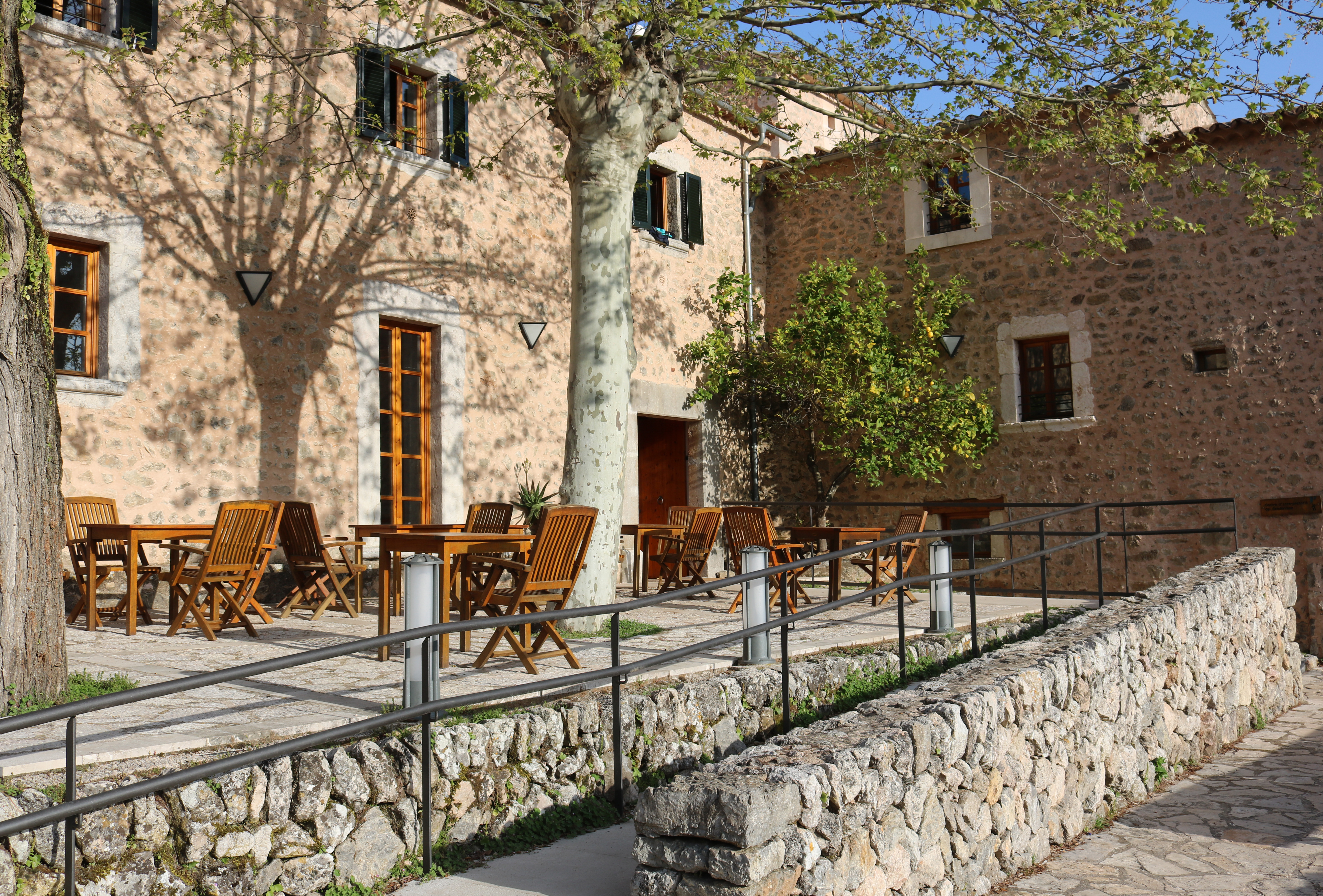
Der Eingang zur Berghütte

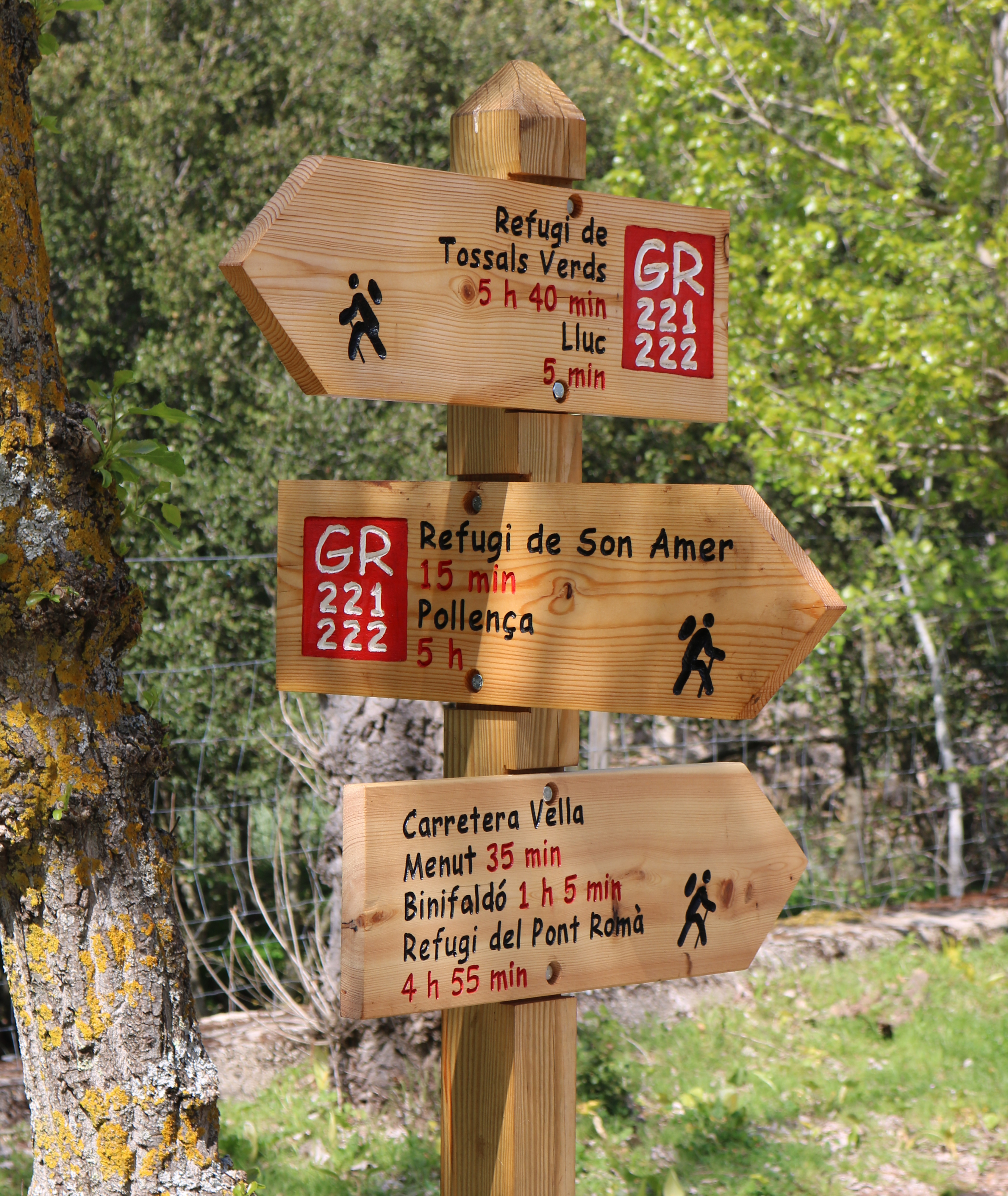
Wanderschild zum Refugi de Son Amer

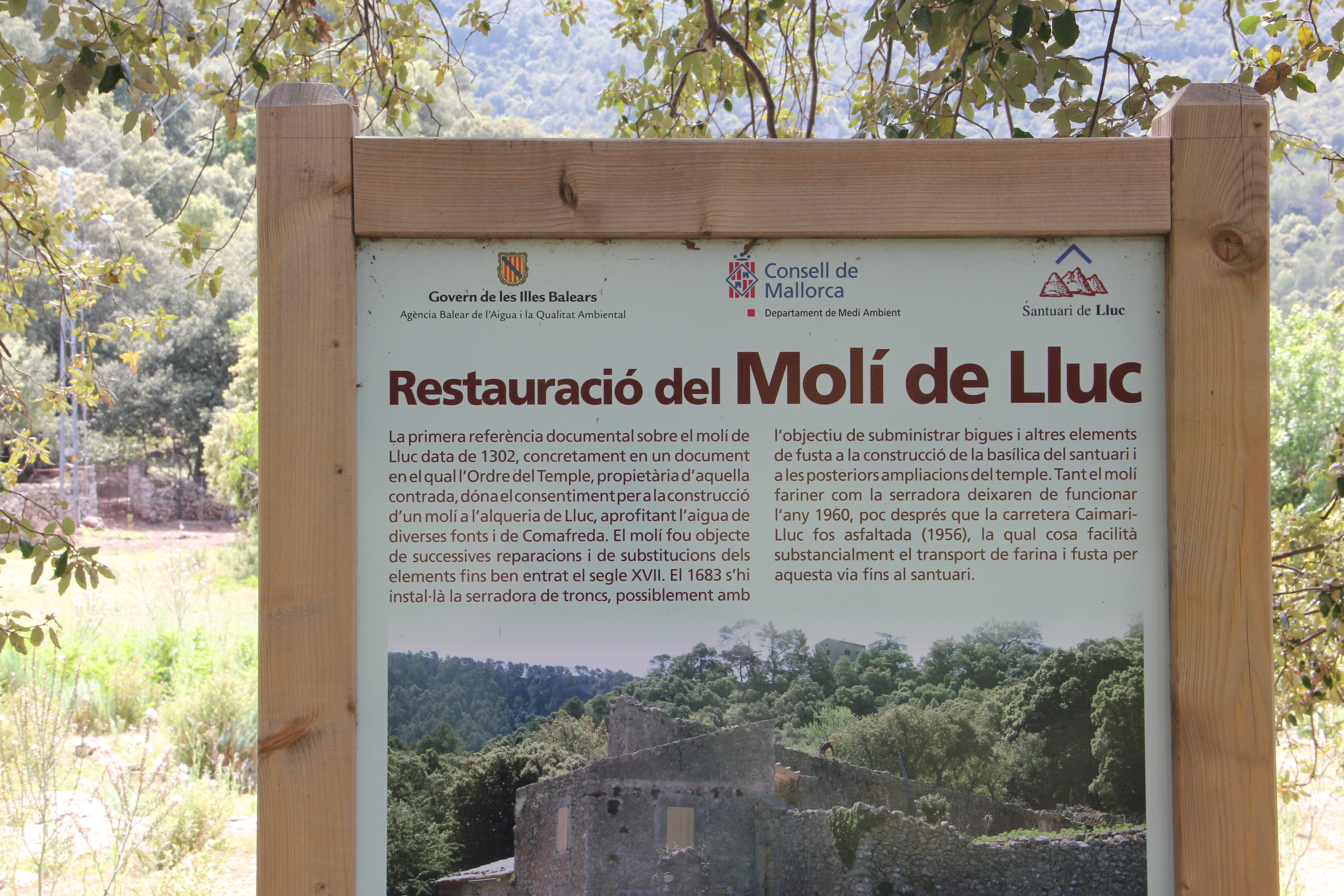
Infotafel zur Molí de Lluc

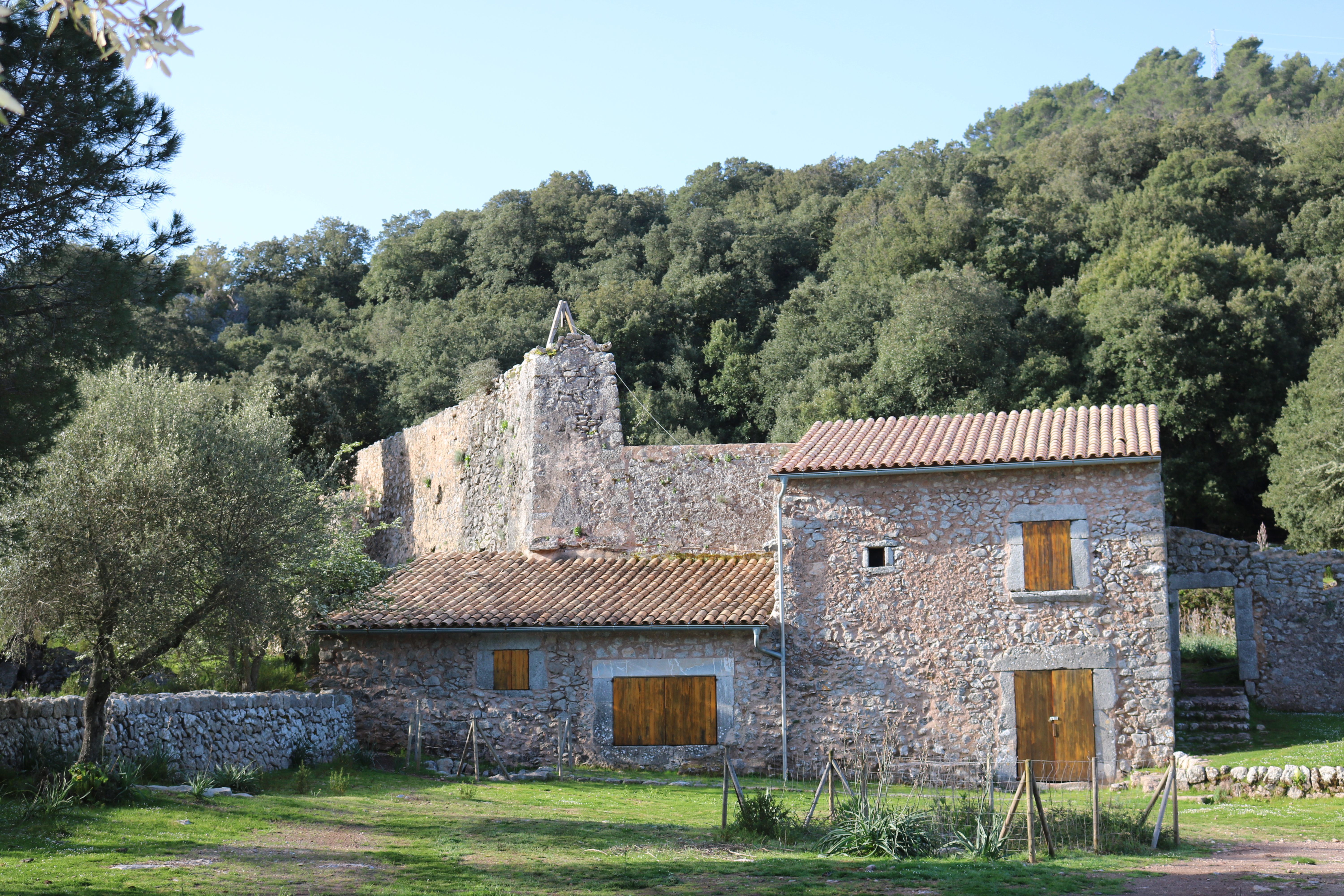
Wassermühle von Lluc

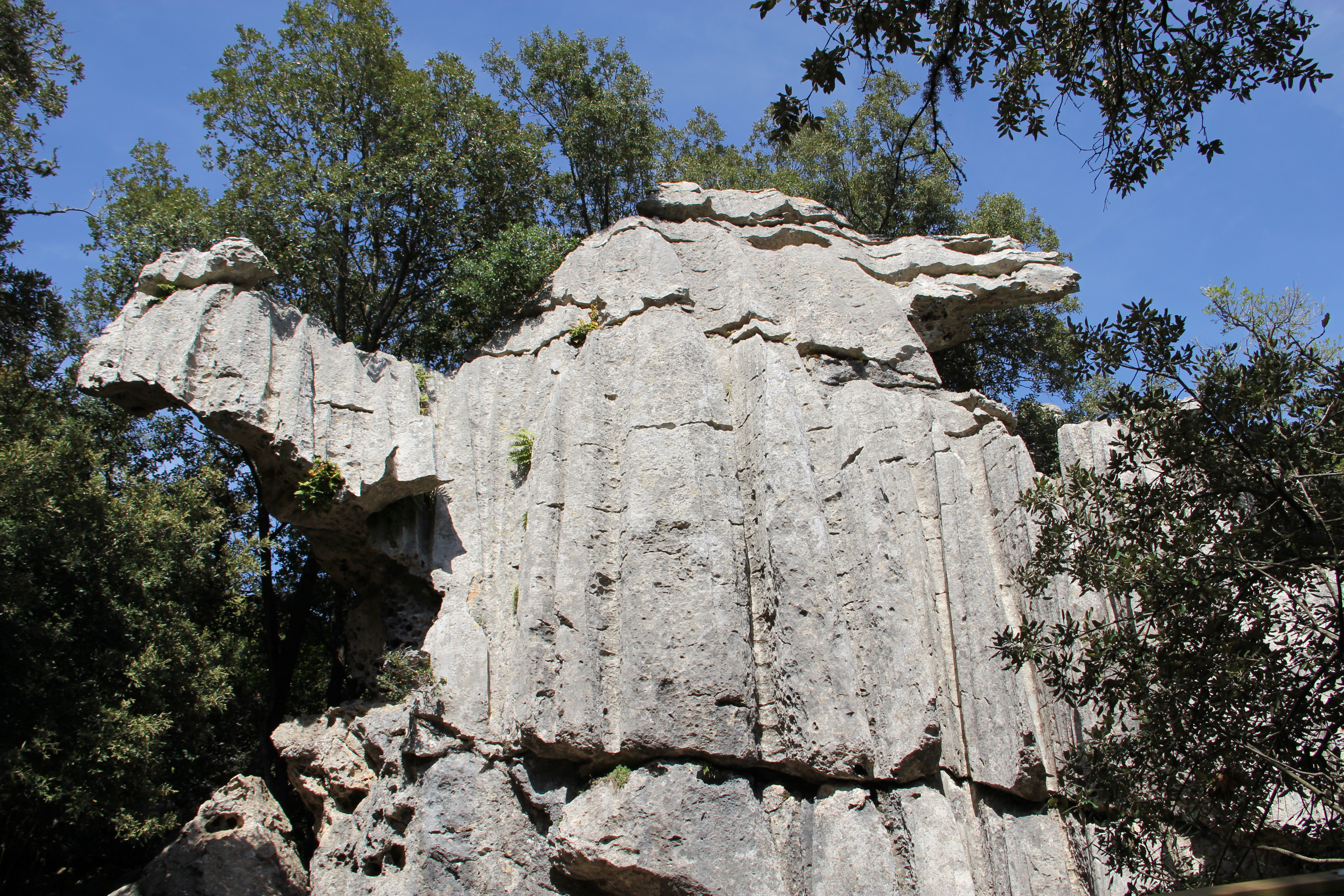
Das Kamel von Lluc

Der Refugi de Son Amer ist eine Berghütte in der Serra de Tramuntana auf der spanischen Mittelmeerinsel Mallorca. Sie liegt am Fernwanderweg GR 221, der das Mittelgebirge der Länge nach durchläuft. Benannt ist die Hütte nach dem gleichnamigen Landgut Son Amer.

## Lage und Zugang
Die Berghütte liegt am Fernwanderweg GR 221 zwischen den Etappenorten Refugi de Tossals Verds und Refugi del Pont Romà in Pollença. Sie steht auf einem bewaldeten Hügel auf 545 m, etwa 15 Gehminuten östlich vom Pilgerzentrum Santuari de Lluc.  Nahe der Landstraße Ma-10 am km 19,5 gibt es einen Parkplatz, von dem in fünf Minuten zur Berghütte aufgestiegen werden.

## Geschichte
Die Berghütte befindet sich im Hauptgebäude des ehemaligen Landguts Son Amer, dessen Wurzeln reichen bis ins 13. Jahrhundert zurück. Nach umfangreicher Restaurierung mit Kosten von etwa 1,8 Millionen Euro konnte die Hütte 2007 eröffnet werden.

## Bewirtschaftung
Son Amer ist mit 52 Schlafplätzen neben dem Refugi de Galatzó die größte Wanderhütte am GR 221. Diese verteilen sich auf sechs Mehrbettzimmer. Im Aufenthaltsraum gibt es eine kleine Bibliothek, in ihr finden sich vornehmlich Bücher zum Naturraum der Serra de Tramuntana. Die Hütte ist Eigentum der Inselregierung und wird auch von dieser verwaltet. Durch die hervorragenden Wandermöglichkeiten in der Nähe ist sie  die am meisten gebuchte Hütte am GR 221.
Die Hütte wird bis auf eine kurze Schließzeit im Sommer ganzjährig bewirtschaftet, Mahlzeiten müssen jedoch schon bei der Buchung bestellt werden. Lokale gibt es im 15 Gehminuten entfernten Santuari de Lluc, dort befindet sich auch ein kleiner Tante-Emma-Laden mit einem begrenzten Angebot an frischen Lebensmitteln.

## Sehenswerte in der Nähe
- Am Fuß des Hügels von Son Amer steht etwas versetzt zum Wanderweg nach Lluc die Molí de Lluc, eine jüngst restaurierte alte Wassermühle. Einer Infotafel vor Ort ist zu entnehmen, dass die Mühle im Jahr 1302 erstmals urkundlich erwähnt wurde. Mit Hilfe des von aus dem Tal von Comafreda in Kanälen herangeführten Wassers wurde bis 1960 Getreide gemahlen und ein Sägewerk betrieben.
- Der Santuari de Lluc westlich von Son Amer ist das größte Wallfahrtszentrum Mallorcas. In der Kreuzbasilika wird eine Schwarze Madonnenfigur verehrt, sie gilt als die Schutzheilige der Insel.
- An der Einfahrt zum Parkplatz von Lluc informiert die Ca's Amitger in einer Ausstellung über das Tramuntanagebirge, es wurde 2011 als schützenswertes Natur- und Kulturerbe zum UNESCO-Welterbe erklärt.

## Benachbarte Hütten
- Zu dem Refugi de Tossals Verds in ca. 6½ Stunden
- Zu dem Refugi del Pont Romà in ca. 5 Stunden

## Tourenmöglichkeiten
Von der Berghütte können verschiedene Gipfeltouren und Tageswanderungen unternommen werden:
- Puig d'en Galileu (1181 m), hin und zurück ca. 4½ Stunden
- Puig Tomir (1104 m), hin und zurück ca. 4½ Stunden
- Puig de Massanella (1365 m), hin und zurück ca. 5 Stunden
- Rund um den Puig Roig, ca. 6½ Stunden
- Auf dem Camí Vell de Lluc nach Caimari, hin und zurück ca. 2½ Stunden
- Zur ehemaligen Polizeikaserne Quarter de Carabiners, hin und zurück ca. 5½ Stunden
- Rundwege durch die Steineichenwälder von Lluc, Binifaldó und dem Forsthaus Menut, je nach gewählter Route 2½ bis 4 Stunden
- Zum Kamel von Lluc, hin und zurück ca. 2 Stunden